# VersaEmerge EP
VersaEmerge EP é o terceiro EP da banda de rock alternativo VersaEmerge, lançado em 3 de fevereiro de 2009. Este EP está a venda na loja online de Fueled By Ramen e no iTunes. Este EP chegou a posição #44 na Billboard Heatseekers chart. 'Past Praying For' é o primeiro single. Em Dezembro de 2009, a banda lançou o segundo e último single, 'Whisperer'.

## Faixas
Todas as faixas escritas e compostas por VersaEmerge. 
| CD             |                                                                           |         |  |
| N.º            | Título                                                                    | Duração |  |
| 1.             | "Theatrics"                                                               | 0:39    |  |
| 2.             | "The Hider"                                                               | 2:43    |  |
| 3.             | "Past Praying For"                                                        | 2:55    |  |
| 4.             | "Moments Between Sleep"                                                   | 3:27    |  |
| 5.             | "Whisperer"                                                               | 3:14    |  |
| 6.             | "Clocks (Versão acústica)" (Re-Editado (Originalmente em Perceptions EP)) | 4:09    |  |
| Duração total: | Duração total:                                                            | 15:06   |  |